# Mërgim Vojvoda
Mërgim Vojvoda (Hof, 1 februari 1995) is een in Duitsland geboren Kosovaars-Belgisch-Albanees voetballer die als rechtsback speelt. Hij speelt sinds 2020 voor Torino.

## Clubcarrière
Vojvoda werd geboren in Hof, Duitsland. Zijn ouders zijn Kosovaars. Tijdens de burgeroorlog werden Vojvoda en zijn Familie teruggestuurd naar Kosovo. 3 jaar later Verhuisden ze naar België. Hij speelde in de jeugdacademie van Standard Luik. In augustus 2014 werd besloten om hem een jaar uit te lenen aan Sint-Truiden. Op 8 november 2014 debuteerde Vojvoda voor De Kanaries in de tweede klasse tegen KSV Roeselare. Op 14 december 2014 kreeg hij zijn eerste basisplaats tegen Seraing United. Het seizoen daarop werd hij uitgeleend aan Carl Zeiss Jena, een zusterclub van Standard in de Duitse vierde klasse.
Na twee uitleenbeurten verliet Vojvoda Standard in de zomer van 2016 definitief: hij tekende bij eersteklasser Royal Excel Moeskroen. Daar werd hij vrijwel meteen titularis. Na drie succesvolle seizoenen op Le Canonnier haalde Standard hem terug naar Luik. Na een indrukwekkend debuutseizoen kon hij rekenen op heel wat buitenlandse interesse, waaronder van Atalanta Bergamo. Uiteindelijk haalde Torino FC hem in augustus 2020 naar de Serie A.

## Carrièrestatistieken
| Seizoen                        | Club                  | Land               | Competitie           | Duels  | Doelp. |     |   |
| ------------------------------ | --------------------- | ------------------ | -------------------- | ------ | ------ | --- | - |
| 2014/15                        | Standard Luik         | Vlag van België    | Jupiler Pro League   | 0      | 0      |     |   |
| 2014/15                        | → Sint-Truiden        | Vlag van België    | Proximus League      | 4      | 0      |     |   |
| 2015/16                        | → Carl Zeiss Jena     | Vlag van Duitsland | Regionalliga Nordost | 24     | 0      |     |   |
| 2016/17                        | Royal Excel Moeskroen | Vlag van België    | Jupiler Pro League   | 30     | 1      |     |   |
| 2017/18                        | Royal Excel Moeskroen | Vlag van België    | Jupiler Pro League   | 31     | 0      |     |   |
| 2018/19                        | Royal Excel Moeskroen | Vlag van België    | Jupiler Pro League   | 37     | 1      |     |   |
| 2019/20                        | Standard Luik         | Vlag van België    | Jupiler Pro League   | 25     | 1      |     |   |
| 2020/21                        | Standard Luik         | Vlag van België    | Jupiler Pro League   | 3      | 0      |     |   |
| 2020/21                        | Torino FC             | Vlag van Italië    | Serie A              | 24     | 2      |     |   |
| 2021/22                        | Torino FC             | Vlag van Italië    | Serie A              | 0      | 0      |     |   |
| 2021/22                        | Totaal                | Totaal             | Totaal               | Totaal | Totaal | 154 | 3 |
| Bijgewerkt op 27 augustus 2020 |                       |                    |                      |        |        |     |   |

## Interlandcarrière
Op 8 oktober 2014 maakte Vojvoda zijn debuut in het Albanees voetbalelftal onder 21 in een oefeninterland tegen Roemenië (3–1 verlies). In 2017 maakte hij echter de overstap naar Kosovo, waar hij op 11 juni 2017 zijn eerste officiële interland speelde tegen Turkije.

## Erelijst
Persoonlijk
Kosovaars voetballer van het jaar: 2020